# Die 100 besten Plakate des Jahres

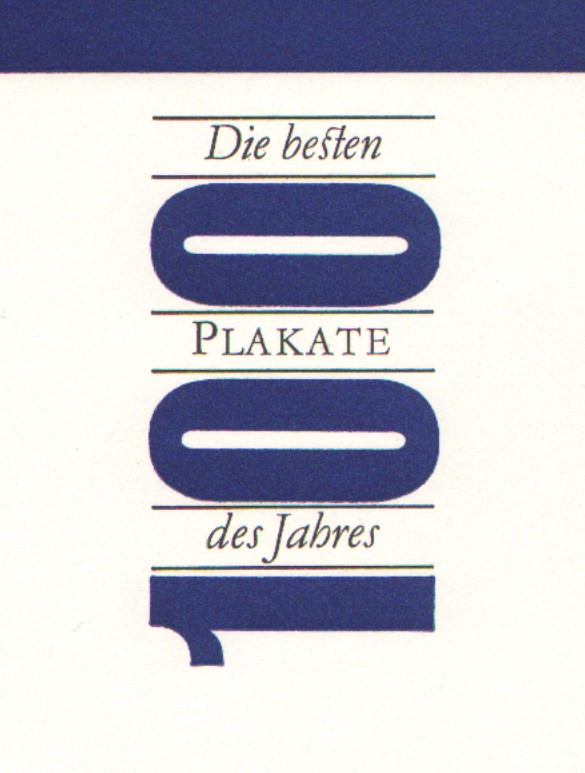
Das Logo des Wettbewerbes bis 1990

Die 100 besten Plakate des Jahres ist ein deutscher Plakatwettbewerb, der 1966 in der DDR gegründet wurde.

## Geschichte

### 1966–1979
Der Wettbewerb Die besten Plakate des Jahres war die Vorgängerorganisation des heutigen 100 Beste Plakate Vereins und wurde 1966 in der DDR ins Leben gerufen und vom Verband Bildender Künstler der DDR und dem Ministerium für Kultur gemeinsam ausgerichtet. Neben der Ehrung herausragender Arbeiten war die Nachwuchsförderung ein wichtiger Punkt, der bei der Gründung eine Rolle gespielt hat. Erstmals tagte die Jury im Museum für Deutsche Geschichte, dem heutigen DHM. Die erste Jury umfasste 28 Mitglieder, zu denen Hans Baltzer, Klaus Wittkugel, Werner Klemke und Paul Rosié, sowie Vertreter des VBK, des Ministeriums für Kultur, der jeweiligen Auftraggeber und von Druckereien gehörten.
Maßgebliche Bewertungspunkte waren
- künstlerische Qualität
- drucktechnischer Standard und
- werbliche Komponente.

Von Beginn an war der Wettbewerb bei Künstlern und Auftraggebern gleichsam beliebt. Bereits 1966 zur Gründungsveranstaltung wurden 360 Arbeiten eingesandt. Eine Vergleichbarkeit der Stückzahl der eingereichten Arbeiten ist erst ab 1970 möglich, da bis dahin das Wettbewerbsjahr nicht mit dem jeweiligen Kalenderjahr übereinstimmte. Seitens der Träger wurden erhebliche Summen für die Organisation und Durchführung des Wettbewerbs zur Verfügung gestellt, ab 1973 auch für Preise und Auszeichnungen. Dies erhöhte nochmals die Attraktivität des Wettbewerbes.
Die besten Plakate wurden von 1966 bis 1979 in einer statistischen Zahlenübersicht der Zeitschrift neue werbung gemäß den in diesem Zeitraum gültigen Wettbewerbsbedingungen geführt. Hierbei wurden alle eingesandten Plakate ausgestellt, eine wechselnde Zahl als beste Plakate ausgezeichnet und lobende Anerkennungen vergeben. Die Plakate wurden in die Kategorien Politische Arbeiten, wirtschaftliche Plakate, Filmplakate, Veranstaltungs- und Ausstellungsplakate und Plakate für gesellschaftliche Propaganda und Sport unterteilt.
| Jahr | Eingereichte Plakate | Beste Plakate | Lobende Anerkennungen | Ausgestellte Plakate |
| ---- | -------------------- | ------------- | --------------------- | -------------------- |
| 1966 | 360                  | 26            | 20                    |                      |
| 1967 | 278                  | 11            | 29                    |                      |
| 1968 | 346                  | 29            | 58                    |                      |
| 1969 | 274                  | 30            | 39                    |                      |
| 1970 | 169                  | 14            | 21                    |                      |
| 1971 | 161                  | 11            | 18                    |                      |
| 1972 | 284                  | 31            | 21                    |                      |
| 1973 | 350                  | 20            | 36                    |                      |
| 1974 | 419                  | 20            | 51                    |                      |
| 1975 | 364                  | 20            | 44                    |                      |
| 1976 | 503                  | 20            | 59                    |                      |
| 1977 | 534                  | 20            | 46                    | 148                  |
| 1978 | 472                  | 20            | 34                    | 193                  |
| 1979 | 504                  | 20            | 40                    | 164                  |

### 1980–1990
1980 wurde der Wettbewerb reformiert. Die bewerteten Kategorien wurden geändert in Politische Plakate, Gesellschaftliche Plakate, Theater- und Filmplakate, Ausstellungs- und Veranstaltungsplakate und Werbeplakate. Die Jury wurde auf 12 Mitglieder begrenzt, die jährlich wechselten. Unter dem neuen Wettbewerbsnamen Die 100 besten Plakate des Jahres wurden die 100 besten Plakate ausgezeichnet und die Organisation der Jury geändert. Eine Kritikerjury bewertete nun auch die Arbeiten der Mitglieder, die selbst Jurymitglieder waren. Ab 1980 wurden die Preisträger nicht mehr in einem Sonderdruck der Zeitschrift neue werbung publiziert, sondern es erschienen eigenständige Kataloge.
| Jahr | Eingereichte Plakate | Beste Plakate | Preise und Anerkennungen | Ausgestellte Plakate |
| ---- | -------------------- | ------------- | ------------------------ | -------------------- |
| 1980 | 532                  | 100           | 19                       | 100                  |
| 1981 | 466                  | 100           | 21                       | 100                  |
| 1982 | 439                  | 100           | 18                       | 100                  |
| 1983 | 480                  | 100           | 16                       | 100                  |
| 1984 | 480                  | 100           | 18                       | 100                  |
| 1985 | 469                  | 100           | 12                       | 100                  |
| 1986 | 574                  | 100           | 17                       | 100                  |
| 1987 | 558                  | 100           | 17                       | 100                  |
| 1988 | 561                  | 100           | 18                       | 100                  |
| 1989 | 398                  | 100           | 18                       | 100                  |

### 1990–2001
Engagierten Plakatgestaltern und Funktionären wie dem ehemaligen VBK-Sekretär Dr. Wilfried Karger ist es zu verdanken, dass der Wettbewerb auch nach der Wiedervereinigung eine Zukunft hatte. Im Mai 1990 wurde der Verband der Grafik-Designer e.V. (VGD) gegründet, der den Wettbewerb gesamtdeutsch fortführte. Der Wettbewerb zeigte nun einen breiten Querschnitt des gesamtdeutschen Plakatschaffens. Die Jury bestand aus Plakatgrafikern und hatte bei ihrer ersten Sitzung 306 Einsendungen zu bewerten, die in die Kategorien Soziale Plakate, Kulturplakate und Werbeplakate eingeteilt waren. Von 1994 bis 1999 übernahm die Allianz deutscher Designer e.V. (AGD) die Publikation zur Ausstellungsserie. Zum 30-jährigen Bestehen des Wettbewerbes fand 1996 eine Ausstellung unter der Schirmherrschaft des Berliner Kultursenators Peter Radunski statt. Gezeigt wurden 128 Plakate aus der DDR und der Bundesrepublik.

### Seit 2001
Im September 2001 übernahm der neu gegründete Verein 100 Beste Plakate e.V. die Organisation und Ausrichtung des Wettbewerbes. Kooperierende Fachverbände des Vereins sind: Grafik-Design-Verbände Österreichs und der Schweiz, die Alliance Graphique Internationale, die International Council of Graphic Design Associations, der BDG Berufsverband der Deutschen Kommunikationsdesigner e.V. sowie der AGD. Gründungsmitglieder waren unter anderem Klaus Staeck, Helmut Brade und Volker Pfüller. Im Geiste des europäischen Gedankens wurde der Wettbewerb auf das deutschsprachige Plakat ausgedehnt und damit auch Künstler aus Österreich und der Schweiz integriert.